# Кеменче
Кеменче́, також кеманча́ (перс. کمانچه, азерб. kamança, вірм. քամանչա, курд. کەمانچە, тур. kemençe)  — назва, яка використовується для різних народних смичково-струнних музичних інструментів, що походять зі Східного Середземномор’я, зокрема з Греції, Вірменії, Ірану, Туреччини та Азербайджану. Інструменти зазвичай мають три струни і грають на них, тримаючи у вертикальному положенні, поставившни на коліно. Назва походить від перського «кеманче», що означає «смичок». Інструменти схожі на європейський ребек (арабською «ребаб»), французький пошет, болгарську гадулкою, руський гудок. Щоби уникнути плутанини, про який інструмент йдеться додатково уточнюють: «класичне кеменче», «чорноморське кеменче».

## Різновиди
Розрізняють щонайменше 3 групи окремих інструментів з цією назвою, спільним для яких є наявність трьох струн (в базових формах), вертикальне положення інструмента під час гри і віддалена схожість у формі.

### Каманче, кяманча
Каманче — триструнний інструмент з округлим корпусом (з дерева, гарбуза чи кокоса). Дека з тонкої зміїної, риб'ячої шкіри або бичачого міхура.
Каманче в Туреччині найчастіше називають кабак кемане.

### Понтійська ліра (чорноморське кеменче)
Струнно-смичковий музичний інструмент, що дійшов до нашого часу з Візантії. Точних даних про походження понтійської ліри не існує, але вважають, що вона походить від перського каманче. З'явилася в IX–X століттях, була поширена на південно-східних берегах Чорного моря — в історичному Понті, від якого отримала свою назву.

#### Вірменський каман

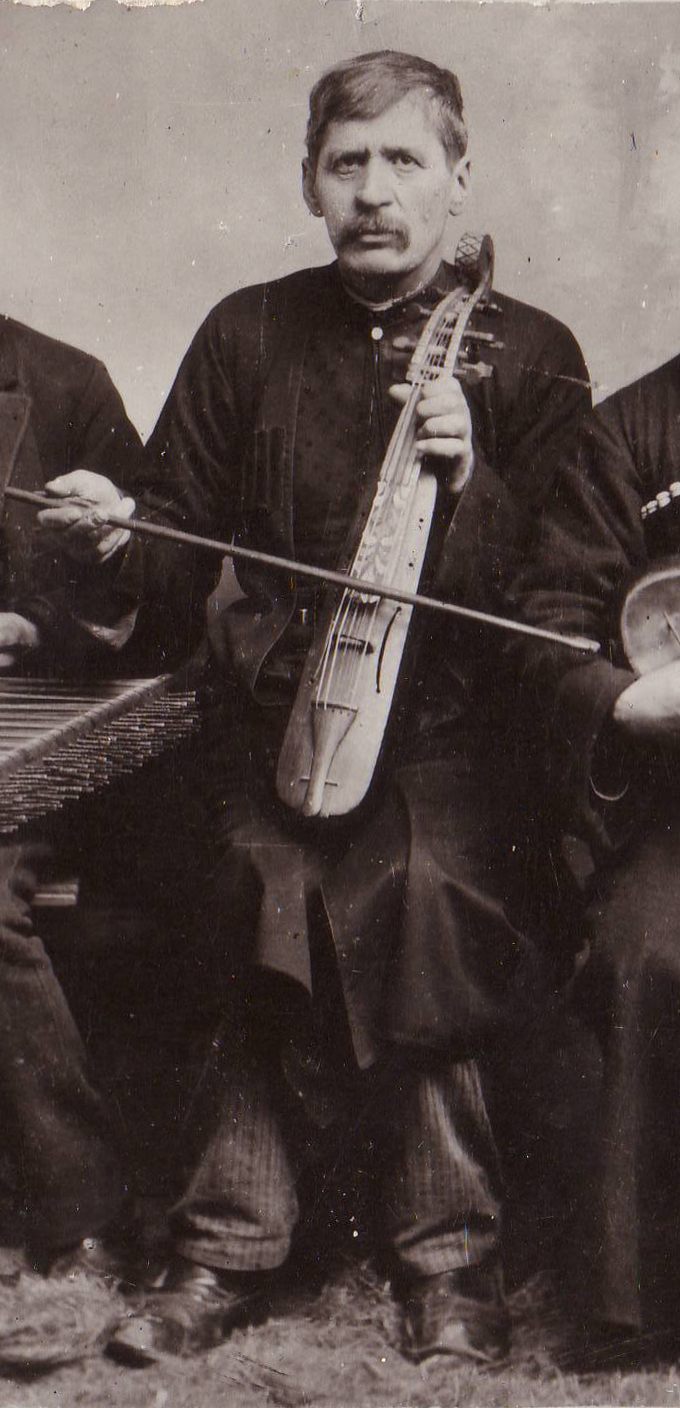
Вірменський ашуг Дживані з каманом (в центре). 1897 р.

Серед гамшенських вірмен побутує різновид понтійської ліри, який вони називають каман чи камані. Один з найулюбленіших інструментів вірменських ашугів. Входив до складу оркестру вірменських народних инструментов. Останнім часом використовується значно рідше. Гамшенські вірмени сольно чи дуетом одночасно грали на камані, і танцювали з ним.
Каман має бутлеподібну форму як і понтійська ліра, але відрізняється більшим розміром (55-70 см завдовжки) і кількістю основних струн (від чотирьох до семи). Крім основних струн, у нього є чотири резонансні або так звані симпатичні струни, які створюють фонове звучання під час виконання. Вірменське населення Гамшена використовує каман частіше за інші види каманчі.

### Класичне кеменче

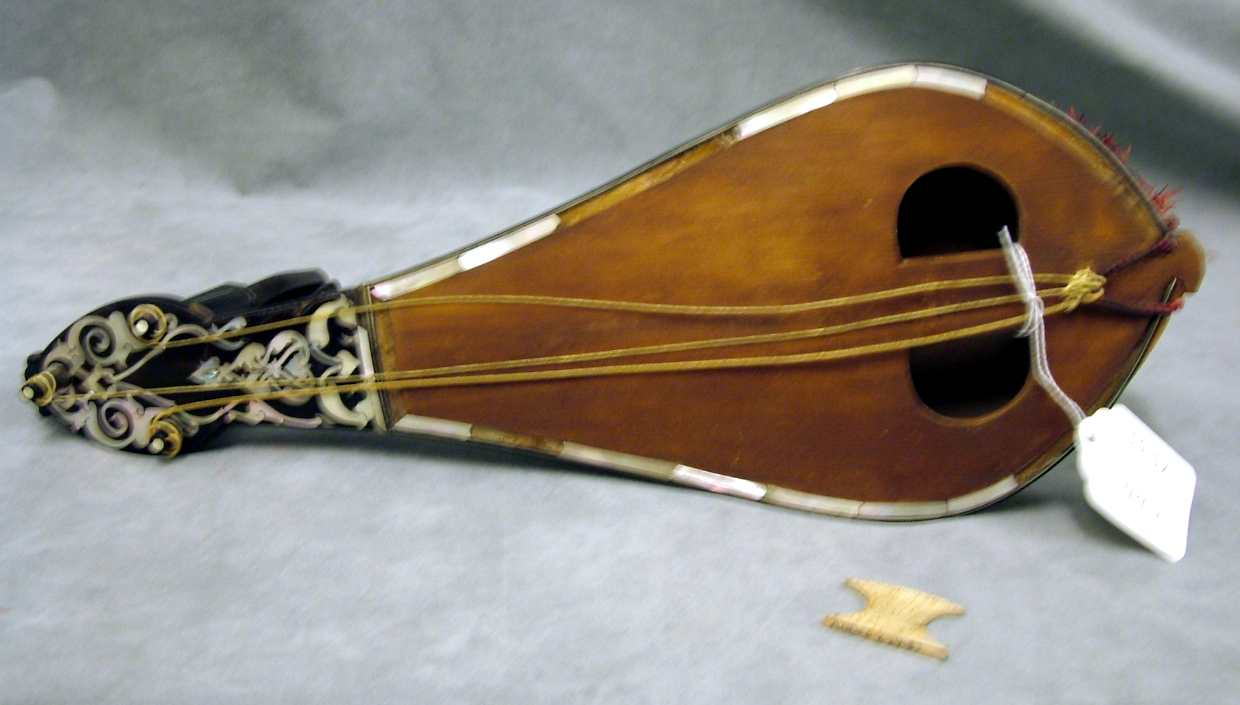
Класична кеменче. Музей мистецтва Метрополітен

Класичне кеменче — грушеподібний струнно-смичковий інструмент, на якому грають нігтями. Поширений в Туреччині. Використовується у суфійській і класичній оттоманській музиці. Видає плавні, засмучені звуки. 
Під час гри інструмент тримають вертикально і кладуть довгими кілками на плече музиканта. Висота струн над містком — 7–10 мм. На відміну від інших струнних інструментів, на класичній кеменче грають не подушечками пальців, а нігтями руки, що дозволяє плавно переміщати руку під час гри (легато).
Діапазон приблизно дві-дві з половиною октави.
Як правило, струни класичної кеменче настроюються «Ре-Соль-Ре».
На класичному кеменче грають і на Одещині, зокрема Степан Мінковський, але він один з останніх музикантів, які можуть грати на класичному кеменче в Україні  .